# 李化麟
李化麟（16世紀—17世紀），號淡河，陝西西安府同州韓城縣人，明朝、清朝政治人物。

## 生平
李化麟年少時有文學名聲，因家中貧窮而經常受雇抄書，賺來穀物都交付父母。崇禎九年（1636年），中式順天鄉試第八名舉人，到十六年（1643年）成進士，改任庶吉士。入清朝後，他在順治初年獲授給事中。山西人民上言：「某地有礦，可以備資開採。」朝廷商議將實行，他堅持不可開採，上疏後朝廷停止此事。李化麟為人謙厚，堅持大義不徇私；有死囚拿白金請求脫罪，他大罵對方：「殺人者死，怎可欺天！」此事證實他如此清廉。